# Liste der Naturdenkmale in Espelkamp
Die Liste der Naturdenkmale in Espelkamp führt die Naturdenkmale in Espelkamp im Kreis Minden-Lübbecke in Nordrhein-Westfalen auf.

## Naturdenkmale
| Bild | Nummer | Objektbezeichnung                                                                     | Gemarkung          | Flurstück    | Lagebeschreibung                                                                              | Bemerkung | Koordinaten                 |
| ---- | ------ | ------------------------------------------------------------------------------------- | ------------------ | ------------ | --------------------------------------------------------------------------------------------- | --------- | --------------------------- |
|      | A.2.1  | 1 Silberweide                                                                         | Espelkamp          | 17 – 52      | westlich des Hofes Fabbenstedter Weg Nr. 3                                                    | G         | 52° 21′ 19″ N, 8° 33′ 57″ O |
|      | A.2.2  | 1 Linde                                                                               | Fabbenstedt        | 2 – 4        | am Wohnhaus der Auemühle                                                                      | G         | 52° 22′ 27″ N, 8° 34′ 28″ O |
|      | A.2.3  | 1 Eiche                                                                               | Fabbenstedt        | 3 – 34       | südlich des Hofes an der Benkhauser Straße                                                    | G         | 52° 21′ 37″ N, 8° 35′ 8″ O  |
|      | A.2.4  | 1 Eiche                                                                               | Fiestel-Gestringen | 10 – 119     | an der Garage des Restaurants „Bad Fiestel“                                                   | G         | 52° 21′ 31″ N, 8° 33′ 45″ O |
|      | A.2.5  | 3 Eichen                                                                              | Fiestel-Gestringen | 9 – 144      | 1 Eiche steht direkt am Wohnhaus Landweg 3, 2 Eichen stehen westlich des Hauses auf der Weide | G         | 52° 20′ 59″ N, 8° 33′ 49″ O |
|      | A.2.6  | Eichenreihen an der Benkhauser Schule (37 Eichen)                                     | Fiestel-Gestringen | 9 – 145      | Eichenreihen stehen östlich und südöstlich des Schulgebäudes                                  | G         | 52° 20′ 42″ N, 8° 34′ 25″ O |
|      | A.2.7  | 1 schlitzblättrige Buche                                                              | Fiestel-Gestringen | 12 – 1902    | im Park Benkhausen östlich des Hauptgebäudes                                                  | G         | 52° 20′ 41″ N, 8° 34′ 36″ O |
|      | A.2.8  | 1 Linde                                                                               | Fiestel-Gestringen | 9 – 3        | im Innenhof der Ellerburg                                                                     | G         | 52° 21′ 12″ N, 8° 33′ 34″ O |
|      | A.2.9  | 1 Eiche                                                                               | Fiestel-Gestringen | 9 – 192      | nordöstlich des Wohnhauses                                                                    | G         | 52° 21′ 3″ N, 8° 33′ 53″ O  |
|      | A.2.10 | 1 Linde                                                                               | Fiestel-Gestringen | 12 – 1846    | im Park Gut Benkhausen                                                                        | G         | 52° 20′ 45″ N, 8° 34′ 38″ O |
|      | A.2.11 | 1 Blutbuche                                                                           | Fiestel-Gestringen | 12 – 1902    | im Park Gut Benkhausen                                                                        | G         | 52° 20′ 46″ N, 8° 34′ 35″ O |
|      | A.2.12 | 1 Eiche                                                                               | Fiestel-Gestringen | 8 – 160      | westlich des Wohnhauses                                                                       | G         | 52° 20′ 39″ N, 8° 35′ 29″ O |
|      | A.2.13 | 1 Eiche                                                                               | Fabbenstedt        | 25 – 583     | nordwestlich des Wohnhauses                                                                   | G         | 52° 21′ 48″ N, 8° 37′ 2″ O  |
|      | A.2.14 | 1 Linde                                                                               | Fiestel-Gestringen | 9 – 3        | nördlich der Ellerburg                                                                        | G         | 52° 21′ 13″ N, 8° 33′ 36″ O |
|      | A.2.15 | 1 Platane                                                                             | Fiestel-Gestringen | 9 – 4        | am Südende der Ellerburger Allee                                                              | G         | 52° 21′ 6″ N, 8° 33′ 32″ O  |
|      | B.2.1  | 1 Stieleiche                                                                          | Fiestel            | 10 – 134     | Gestringer Str. 72, an der südöstlichen Ecke des Wohnhauses                                   | G         | 52° 21′ 15″ N, 8° 33′ 56″ O |
|      | B.2.2  | 1 Sommerlinde                                                                         | Frotheim           | 14 – 363/200 | Lohhorststr. 15, im Nordwesten der Hofbebauung                                                | G         | 52° 21′ 6″ N, 8° 40′ 7″ O   |
|      | B.2.3  | 1 Stieleiche                                                                          | Gestringen         | 5 – 137      | östlich der Straßenmündung Gardestraße/Nordwinkel                                             | G         | 52° 21′ 27″ N, 8° 36′ 52″ O |
|      | B.2.4  | 1 Rotbuche                                                                            | Espelkamp          | 10 – 152/1   | vor dem Haus Kolberger Str. 1                                                                 | G         | 52° 23′ 11″ N, 8° 37′ 46″ O |
|      | 90     | 2 Eichen in Espelkamp-Isenstedt, Auf dem Richtepatt 2                                 | Isenstedt          | 1 – 437      | westlich des Wohnhauses                                                                       | G         | 52° 20′ 19″ N, 8° 37′ 0″ O  |
|      | 93     | 1 Eiche in Espelkamp-Isenstedt, Vogelstr. 4                                           | Isenstedt          | 2 – 22.01.18 | auf der Südseite des Grundstückes                                                             | G         | 52° 20′ 30″ N, 8° 38′ 23″ O |
|      | 95     | 2 Eichen in Espelkamp-Isenstedt am Rande eines Ackers südlich Grundstück Stadtweg 15  | Isenstedt          | 2 – 11       |                                                                                               | G         | 52° 20′ 34″ N, 8° 38′ 19″ O |
|      | 97     | 1 Eiche in Espelkamp-Isenstedt, Heuweg 1                                              | Isenstedt          | 2 – 10.01.18 | westlich des Wohnhauses                                                                       | G         | 52° 20′ 30″ N, 8° 38′ 14″ O |
|      | 99     | 2 Eichen in Espelkamp-Isenstedt auf einer Wiese Ecke Auf der Lage/Fährmannstr.        | Isenstedt          | 5 – 24       |                                                                                               | G         | 52° 20′ 18″ N, 8° 38′ 43″ O |
|      | 101    | 2 Eichen in Espelkamp-Isenstedt auf einer Wiese Ecke Bollfelder Str./Auf dem Bollfeld | Isenstedt          | 6 – 902      |                                                                                               | G         | 52° 20′ 51″ N, 8° 39′ 53″ O |
|      | 102    | 4 Eichen in Espelkamp-Isenstedt, Diepenauer Str. 73                                   | Isenstedt          | 6 – 858      | 1 Eiche an der Nordwestecke, 2 Eichen südwestlich und 1 Eiche südöstlich des Wohnhauses       | G         | 52° 20′ 51″ N, 8° 39′ 55″ O |
|      | 103    | 2 Eichen in Espelkamp-Isenstedt, Diepenauer Str. 71                                   | Isenstedt          | 6 – 359      | an der Diepenauer Straße nördlich des Wohnhauses                                              | G         | 52° 20′ 53″ N, 8° 39′ 58″ O |
|      | 106    | 1 Eiche in Espelkamp-Frotheim an der Mindener Str. Höhe Haus-Nr. 20                   | Frotheim           | 16 – 331     | im Rasenstreifen zwischen der Straße und dem Radweg                                           | G         | 52° 21′ 30″ N, 8° 41′ 14″ O |
|      | 108    | 1 Eiche in Espelkamp-Frotheim an der Ginsterstr. zwischen Haus-Nrn. 4 und 6           | Frotheim           | 17 – 341     |                                                                                               | G         | 52° 21′ 15″ N, 8° 40′ 35″ O |
|      | 110    | 2 Eichen in Espelkamp-Frotheim, Hinter den Hörsten 8                                  | Frotheim           | 17 – 411     | nordwestlich des Wohnhauses                                                                   | G         | 52° 21′ 0″ N, 8° 40′ 32″ O  |
|      | 112    | 1 Eiche in Espelkamp-Frotheim, Stellerieger Str. 19                                   | Frotheim           | 17 – 338     | an der Straße                                                                                 | G         | 52° 20′ 30″ N, 8° 40′ 33″ O |
|      | 113    | 1 Linde in Espelkamp-Frotheim, Stellerieger Str. 11                                   | Frotheim           | 17 – 219/28  | südlich des Wohnhauses                                                                        | G         | 52° 20′ 51″ N, 8° 40′ 12″ O |
|      | 114    | 1 Eiche in Espelkamp-Frotheim, Stellerieger Str. 38                                   | Frotheim           | 18 – 292/130 | auf der Nordwestecke des Grundstückes                                                         | G         | 52° 20′ 14″ N, 8° 41′ 8″ O  |
|      | 115    | 1 Eiche in Espelkamp-Frotheim an der Stellerieger Str. gegenüber Haus-Nr. 39          | Frotheim           | 18 – 131     |                                                                                               | G         | 52° 20′ 14″ N, 8° 41′ 8″ O  |
|      | 116    | 1 Linde in Espelkamp-Frotheim, Stellerieger Str. 37                                   | Frotheim           | 18 – 288/117 | südwestlich des Wohnhauses                                                                    | G         | 52° 20′ 17″ N, 8° 41′ 3″ O  |
|      | 120    | 1 Eiche in Espelkamp-Frotheim, Stellerieger Str. 43                                   | Frotheim           | 18 – 281/92  | nördlich des Wohnhauses                                                                       | G         | 52° 20′ 9″ N, 8° 41′ 30″ O  |

## Anmerkung
1. ↑  G=Gehölz, F=Flächenhaftes Objekt, Geo=Geologisches Objekt